# Рафаель Монео
Хосе Рафаель Монео Валлес (ісп. José Rafael Moneo Vallés; нар. 9 травня 1937) — іспанський архітектор. Нагороджений численними нагородами, серед яких Прітцкерівською премією за архітектуру в 1996 році та золотою медаллю Королівського інституту британських архітекторів у 2003 році.

## Життєпис
Закінчив Мадридський політехнічний університет. Викладав архітектуру в різних країнах світу, в 1985—1990 роках очолював Гарвардську школу дизайну.
Серед найважливіших проектів Монео — Національний музей римського мистецтва в Мериді, Музей Хуана Міро в Мальорці, ратуші в Логроньо і Мурсії. За проектами Моне були зроблені розширення і прибудови мадридського залізничного вокзалу Аточа, Національного музею Прадо і палацу Вільяермоса (Музей колекції Тиссена-Борнеміси) в Мадриді. У США Монео спроектував собор Богоматері Ангелів в Лос-Анджелесі та Музей образотворчого мистецтва в Х'юстоні.
У 2015 році він відкрив свою "найабстрактнішу будівлю", як він сам її визначає: Музей університету Наварри. У 2017 році він опублікував книгу Una manera de enseñar arquitectura. Lecciones desde Barcelona, 1971-1976, книгу, яка вперше об'єднує всі навчальні матеріали, створені під час його викладання в аудиторіях Барселонської школи архітектури (ETSAB). Через рік, у 2018 році, Рафаель Монео презентував книгу "La vida de los edificios" ("Життя будівель") у своїй мадридській студії. Інформативна книга про архітектуру у формі есе про кілька іспанських будівель: "La Mezquita de Córdoba", "La Lonja de Sevilla" та "El carmen de Rodríguez-Acosta en Granada".
У червні 2019 року йому було присвоєно звання почесного доктора Університету Наварри за його професійну кар'єру архітектора, викладача і теоретика.
У 2021 році написав некролог у пам'ять про свого однокурсника, архітектора Діонісіо Ернандеса Гіля, лауреата архітектурної стипендії Іспанської академії в Римі 1962 року.